# Віллі Москоні
Вільям Джозеф Москоні, більш відомий як Віллі Москоні (англ. William Joseph Mosconi) (1913—1993) — професійний американський більярдний гравець. 15 раз ставав чемпіоном світу.А почав грати з 6-и років.Його рекорд не побитий до цих пір.
Подібний рекорд в 15 раз є в снукері.
Роні О,Салліван взяв собі таке ж прізьвисько ,Ракета,.

## Біографія
Народився у Філадельфії.
Після недовгого періоду занять більярдом ще в дитинстві, Москоні не грав до 1931 року. Перший чемпіонат світу Віллі виграв в 1941 році. Почесне звання чемпіона він утримував до 1955, за винятком 1943 року, 1949 років.
Почавши популяризацію гри в середині 1950-х, Москоні представляв публіці кілька демонстраційних ігор. Крім того, в біографії Моськоні Віллі було написано твір «Willie Mosconi on Pocket Billiards» (1954).